# Kim Bauer
Kim Bauer est un des personnages principaux de la série 24 heures chrono. Elle est jouée par l'actrice Elisha Cuthbert, déjà apparue dans le film The Girl Next Door.
À ce jour, le personnage compte 79 apparitions dans la série ce qui en fait le cinquième personnage le plus présent après Jack Bauer, Chloe O'Brian, Tony Almeida et David Palmer.

## Biographie
Kimberly Bauer est la fille de Jack Bauer et de Teri Bauer, elle apparaît dès le premier épisode de la première saison et sera présente dans la plupart des épisodes des 3 premières saisons. Cependant, elle ne figure pas au générique de la quatrième saison même si Jack mentionne qu'elle vit à Valencia en Californie avec Chase Edmunds et qu'ils y élèvent la fille de ce dernier.
Pendant la saison 6, Kim aurait 26 ans si on considère qu'elle en avait 17 au cours de la première saison.

## Saison 1
Kim est encore une adolescente et elle ne pense qu'à s'amuser ! C'est ce qui va causer son kidnapping, où elle sera bâillonnée et ligotée dans un van, puis celui de sa mère, Teri Bauer. Elles réussiront à s'enfuir grâce à son père Jack Bauer. Mais, pendant un débriefing malencontreux, elle et sa mère se feront à nouveau attaquer. Après avoir échappé à cette attaque, Kim se retrouve mêlée à une vente d'ecstasy au cours de laquelle elle sera arrêtée par la brigade des stups. Elle sera à nouveau kidnappée,ligotée et bâillonnée pour la troisième fois, lors de son transfert du commissariat où elle se trouvait après la rafle policière vers la cellule anti-terroriste.

## Saison 2
Kim est baby sitter pour une famille. Un jour, Kim s'aperçoit que le père bat sa femme et sa fille et fait tout pour protéger la jeune fille qu'elle garde.

## Saison 3
Kim Bauer a été engagée à la CAT et travaille aux côtés de son père Jack Bauer. Lorsqu’elle découvre les magouilles de son collègue Gaël, elle sera ligotée et bâillonnée mais très vite secourue

## Saison 5
Kim apparaît lors de deux épisodes de cette cinquième saison. Elle revient à la CAT pour y revoir son père, qu'elle croyait mort. On y apprend alors qu'elle ne vit plus avec Chase. Bouleversée d'apprendre la vérité, Kim refuse néanmoins de recréer une relation avec son père.

## Saison 7
Kim arrive dans les bureaux du FBI de Washington à la demande de Renee Walker pour une éventuelle cure pour son père, celui-ci ayant été exposé à une arme chimique. Mais Jack refuse d'impliquer sa fille, préférant mourir plutôt que de risquer la vie de sa fille dans ce traitement qui peut avoir des effets sur elle.
Entre 6h et 7h, elle aide le FBI à localiser son père grâce aux compétences qu'elle a développées à la CAT et Chloe O'Brian.
Peu avant 8h, elle dit au docteur de commencer le traitement expérimental pouvant peut-être sauver son père. Le docteur lui répond que ce n'est pas ce qu'il veut mais Kim dit que maintenant qu'il est dans le coma pour ne plus souffrir, il n'est plus maître de ses décisions. Le docteur repart en étant au téléphone en disant de commencer la mise en place du traitement.

## Saison 8
Kim n'en veut plus du tout à son père, et apparemment elle a réussi à l'aider avec sa maladie. Elle vit alors en couple et a une fille, nommée Teri (comme la mère de Kim, morte dans la saison 1). La saison 8  se passe à New York, on y apprend que Kim et son conjoint veulent aller revivre à Los Angeles, avec Jack. Jack acceptera mais par la suite retardera sa venue à cause de cette journée. Kim part sans son père à Los Angeles, et à la fin de la saison 8, où Jack doit absolument fuir le pays, demande à Chloé de promettre qu'on les protégera avec beaucoup de soin et de précaution.